# Cacajao hosomi
Cacajao hosomi  (лат.) — вид приматов Нового Света из семейства саковых (Pitheciidae).

## Описание
Это крупнейший из видов какажао, длина тела от 418 до 490 мм, длина хвоста от 200 до 220 мм, масса тела от 3100 до 4500 г. Цвет шерсти чёрный на плечах и верхней части спины, средняя и нижняя части спины, а также хвост и бёдра красновато-коричневые. Брюхо и грудь от чёрного до красновато-коричневого цвета. Кончик хвоста, борода, нижние участки конечностей чёрные. Шерсть очень густая и длинная, на середине спины достигает в длину 90 мм.

## Распространение
Встречаются на северо-западе бразильского участка амазонских джунглей и в прилегающем регионе на юге Венесуэлы.

## Классификация
Был обнаружен учёными из Университета Окленда и описан вместе с родственным видом Cacajao ayresi в 2008 году. Английское название вида (англ. Neblina uakari) было дано по названию горы Серро-де-ла-Неблина, находящейся в центре ареала.

## Поведение
Во время передвижения по лесу группа часто обменивается криками, что позволяет членам группы держать постоянный контакт, из-за чего при передвижении группа может растянуться на 200—300 метров. Самка приносит одного детёныша, обычно в марте или апреле, что совпадает по времени с сезоном плодоношения кормовых фруктовых деревьев.

## Статус популяции
Международный союз охраны природы присвоил виду охранный статус «Уязвимый», поскольку по оценкам на 2008 год численность популяции сократилась по меньшей мере на 30 % за последние 30 лет (три поколения). Главные угрозы виду — охота и разрушение среды обитания. Оценка плотности популяции — 7 особей на км2.